# Фламбо
Фламбо (англ. Flambeau) — преступник, а потом частный сыщик, персонаж серии детективных рассказов об отце Брауне Гилберта Кийта Честертона. Фламбо появляется в 19 из 53 рассказов о священнике-детективе. Настоящее имя персонажа — Дюрок, Фламбо же по-французски означает «факел».
В начале своей карьеры Фламбо был знаменитым французским преступником. Все его преступления были дерзки и хитры. Он отличался не только изощрённым умом, но и физической силой, которой пользовался для различных забав и насмешек над своими преследователями; так, однажды он поставил полицейского на голову, «чтобы прочистить ему мозги», а в другой раз пробежался по улице с двумя полицейскими под мышками. Фламбо описывается как высокий человек: его рост составляет 6 футов 4 дюйма (1 м 93 см). Он был мастером маскировки, но своего огромного роста скрыть не мог.
Фламбо никогда не убивал, он только крал, но крал изобретательно и с размахом. Если же он попадался, то использовал для побега то ножницы, то пожар, то доплатное письмо без марки, а однажды для отвода глаз собрал толпу к телескопу, чтобы смотреть на мнимую комету. Он был поистине виртуозным преступником и это не раз признавал отец Браун, разоблачая его.
Первая встреча Фламбо и отца Брауна описана в рассказе «Сапфировый крест» (англ. The Blue Cross). В нём Фламбо прибывает в Англию, чтобы выкрасть сапфировый крест — реликвию, предназначенную в дар Папе Римскому, но оказывается разоблачённым отцом Брауном. После этого они неоднократно сталкивались друг с другом, и всякий раз Браун мешал Фламбо совершить преступление. В рассказе «Летучие звёзды» (англ. The Flying Stars) Браун читает Фламбо нотацию, и тот раскаивается в содеянном.
После этого бывший вор становится сыщиком и близким другом отца Брауна. Однако дела его идут не слишком успешно; во всех описанных случаях преступления за Фламбо расследует отец Браун. К тому же, по словам самого Фламбо, память о собственном прошлом не даёт ему быть строгим к преступникам. В конце концов Фламбо уезжает в Испанию и живёт там в собственном замке с женой, богатой испанкой, и детьми, под настоящей фамилией, никому не рассказывая о своей прошлой жизни.